# European Bank for Reconstruction and Development
European Bank for Reconstruction and Development (EBRD), etableret i 1991, er en europæisk udviklingsbank, ejet af 61 lande og to internationale institutioner.
EBRDs hovedkvarter er beliggende i London.
Bankens formål er at finansiere opbygning af markedsokonomier i 30 lande fra centraleuropa  og centralasien  samt støtte tidligere kommunistiske lande i deres proces for etablering af den private sektor.
Betingelserne for støtte de pågældende lande er en forpligtelse til at fastholde demokratiske principper.

## Modtagerlande
Følgende lande er medlemmer og modtagerlande: 
- Albanien
- Armenien
- Azerbaijan
- Hviderusland
- Bosnien-Hercegovina
- Bulgarien
- Kroatien
- Estland
- Georgien
- Ungarn
- Kazakhstan
- Kyrgyzstan
- Makedonien
- Moldova
- Mongoliet
- Montenegro
- Polen
- Rumænien
- Rusland
- Serbien
- Slovakiet
- Slovenien
- Tajikistan
- Tyrkiet
- Turkmenistan
- Ukraine
- Uzbekistan

## Finansiering

### Lande
Følgende lande finansierer bankens arbejde: 
- Australien
- Belgien
- Canada
- Cypern
- Danmark
- Egypten
- Finland
- Frankrig
- Grækenland
- Holland
- Island
- Irland
- Israel
- Italien
- Japan
- Luxembourg
- Malta
- Mexico
- Marokko
- New Zealand
- Norge
- Portugal
- Syd Korea
- Spanien
- Sverige
- Schweiz
- Storbritannien
- Tjekkiet
- Tyskland
- USA
- Østrig

### Institutioner
Følgende institutioner  finansierer bankens arbejde:
- Det Europæiske Fællesskab
- Den Europæiske Investeringsbank

## Ekstern henvisning
- EBRDs hjemmeside (engelsk) Arkiveret 16. december 2009 hos  Wayback Machine

51°31′N 0°05′V / 51.52°N 0.08°V